# Constantino José Cardoso
Constantino José Cardoso (Fontinhas, 23 de Agosto de 1864 — Angra do Heroísmo, 5 de Março de 1938) foi um político e jornalista que ocupou vários cargos de destaque na vida política da ilha Terceira, entre os quais secretário e presidente da Câmara Municipal da Praia da Vitória e governador civil do Distrito Autónomo de Angra do Heroísmo (1919 e 1920-1921). Autodidacta, apesar de possuir apenas o ensino primário, foi advogado provisório, chegando a exercer as funções de juiz substituto na comarca concelho da Praia da Vitória.

## Biografia
Originário de uma família rural da freguesia das Fontinhas, concelho da Praia da Vitória, apenas conseguiu concluir o ensino primário, iniciando cedo uma vida de trabalho. Apesar disso, foi um autodidacta que conseguiu uma vasta cultura, o que lhe permitiu ocupar vários cargos de destaque na vida política terceirense.
Jovem de inteligência notável, começou a distinguir-se quando aos 14 anos de idade já lia para o povo da freguesia, o jornal Angrense, órgão Partido Progressista na ilha Terceira. Ligou-se àquele partido, assumindo progressivamente funções de liderança na Praia da Vitória e depois em toda a ilha.
A falta de habilitações literárias formais não o coibiu de ser um assíduo colaborador da imprensa local, contribuindo para jornais como Angrense (de que foi redactor), Heroísmo e Voz do Povo, nem de seguir uma invejável carreira política. A sua actividade na política activa iniciou-se em 1887, quando integrou a comissão administrativa da Câmara Municipal da Praia da Vitória, assumindo a sua presidência nos anos de 1889 a 1892, período em que também começou a exercer a funções de solicitadoria e de advocacia (advogado de provisão) junto do tribunal e dos registos da Praia da Vitória. Durante a sua presidência da edilidade praiense criou na freguesia dos Biscoitos um partido médico, que durante muitas décadas serviu todo o norte da ilha Terceira.
A partir de então passou a exercer funções públicas em múltiplas instâncias, o que acumulava com o seu trabalho de solicitador e advogado, que a partir de 1909 passou a exercer também em Angra do Heroísmo. Exerceu as seguintes funções: secretário da Câmara Municipal da Praia da Vitória de 1895 a 1905, acumulando com as funções de administrador do concelho em 1897; subdelegado do Procurador Régio na comarca da Praia da Vitória de 1906 a 1910 e secretário da Policia Repressiva de Emigração Clandestina em 1910.
A implantação da República Portuguesa em 5 de Outubro de 1910 não o expulsou do exercício de cargos públicos, já que no ano imediato foi nomeado juiz auditor interino do distrito (1911), passando a funcionário da Junta Geral do Distrito Autónomo de Angra do Heroísmo a partir de 1912, atingindo o posto de chefe de secretaria.
Já no período republicano, foi procurador à Junta Geral, em representação da Câmara Municipal da Praia da Vitória, e exerceu por duas vezes as funções de governador civil do Distrito Autónomo de Angra do Heroísmo (de 18 de Fevereiro a 4 de Julho de 1919, e de 6 de Agosto de 1920 a 6 de Junho de 1921), ambas quando António José de Almeida era Presidente do Conselho de Ministros.
A 21 de Dezembro de 1924 foi eleito vice-presidente da assembleia-geral da Caixa Económica de Angra do Heroísmo, cargo para o qual foi sucessivamente reeleito em 10 de Dezembro de 1927 e 14 de Dezembro de 1930, sendo em Janeiro de 1931 eleito presidente.
Após a implantação do Estado Novo aderiu ao regime e foi presidente da comissão distrital da União Nacional em Angra do Heroísmo.
Em 6 de Outubro de 1932 foi nomeado chefe da secretaria da Junta Geral do Distrito Autónomo de Angra do Heroísmo.
Foi ainda vice-provedor da Santa Casa da Misericórdia da Praia da Vitória e presidente da comissão do recenseamento eleitoral de Angra do Heroísmo. Fundou e regeu durante 44 anos uma filarmónica na freguesia das Fontinhas, de nome Filarmónica Nossa Senhora da Pena, que embora com outro nome (Sociedade Musical União das Fontinhas) ainda existe.
Gozou de uma enorme influência e prestígio nas freguesias do Ramo Grande, sendo lembrado na toponímia da cidade da Praia da Vitória. Na sua freguesia natal foi-lhe erigido em 2000 um busto.